# K.B. Sharp
Kristen Brooke Sharp, detta K.B. (Columbus, 18 aprile 1981), è un'ex cestista statunitense con cittadinanza francese, professionista nella WNBA.

## Carriera
È stata selezionata dalle New York Liberty al secondo giro del Draft WNBA 2003 (26ª scelta assoluta).